# Don Beauman
Don Beauman (n. 26 iulie 1928, Farnborough, Anglia, Regatul Unit – d. 9 iulie 1955, Wicklow, Leinster⁠(d), Irlanda) a fost un pilot de Formula 1. De-a lungul carierei a luat startul în 1 cursă, niciuna din pole-position. Nu a câștigat nicio cursă și nu a terminat niciodată pe podium, acumulând 0 puncte în întreaga activitate ca pilot de Formula 1.